# 黃霖 (正統進士)
黃霖（1418年—？），字濟民，江西撫州府樂安縣人，民籍。明朝政治人物。進士出身。

## 生平
江西鄉試第十六名。正統十年（1445年）乙丑科會試第一百四十八名，殿試登進士第二甲第十五名。

## 家族
曾祖黃遜卿。祖父黃伯麒。父亲黃彌堅。